# FAQ
FAQ, F.A.Q. (акронім від англ. Frequently Asked Question(s) — часто поставлені, поширені питання; питання, які часто ставляться, вимовляється «фек», «фекс», «еф-ей-к'ю») — підбірка часто задаваних питань на певну тему та відповідей на них, яка створюється переважно для того, щоб не треба було постійно відповідати на одні й ті ж запитання, часто нудні для того, хто відповідає.
У англійській мові вимова «фек» практично збігається з вимовою слова fact («факт»), і стійкий вислів check the facts («переконайся в достовірності») породив вираз check the FAQ («глянь в FAQ»).

### Українські варіанти акроніму
- ЧаПи (Часті Питання)  — найпоширеніший варіант акроніму.[1][2][3],

- ПоПит (Популярні або Постійні Питання).

- ЗаПит (Завчасні Питання)  — даний акронім збігається з терміном запит.
- ПоЗа, рідше ПЗ (Поширені Запитання) — один із альтернативних варіантів акроніму.
- ЩДЧ[4] (Що До Чого) — ще один із альтернативних варіантів акроніму.
- ПТВ (Питання Та Відповіді) — ще одна цікава альтернатива.

FAQ існує на безлічі сайтах, присвячених різним темам. Деякі сайти каталогізують їх і забезпечують можливість пошуку — наприклад, Internet FAQ Consortium.

## Приклади
- Поширені питання у Вікіпедії
- Ubuntu Beginners FAQ [Архівовано 23 серпня 2014 у Wayback Machine.]
- The Internet FAQ Consortium [Архівовано 31 травня 1997 у Wayback Machine.]